# Hesperantha muirii
Hesperantha muirii är en irisväxtart som först beskrevs av Harriet Margaret Louisa Bolus, och fick sitt nu gällande namn av Gwendoline Joyce Lewis. Hesperantha muirii ingår i släktet Hesperantha och familjen irisväxter. Inga underarter finns listade i Catalogue of Life.